# 王の大広間

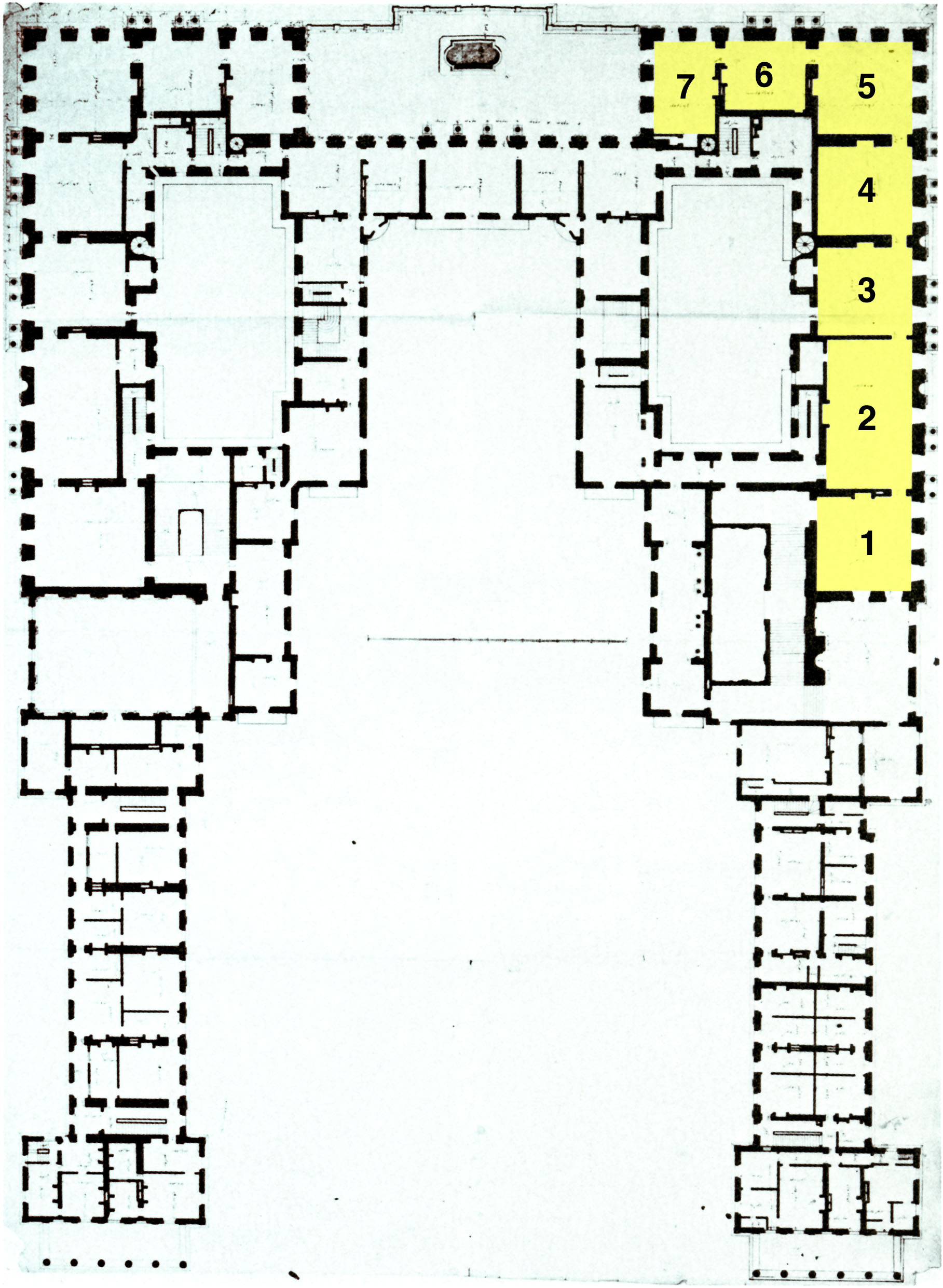
王の大広間（黄色の部分、1676年から1680年ごろに作られた計画）。

王の大広間（おうのおおひろま、仏: Le Grand Appartement du Roi）は、ヴェルサイユ宮殿の7つの部屋からなる区画で、君主の公式の場として設計された。

## 解説
これらの広間は、ルイ14世時代のイタリア様式で豪華に装飾されていた。
日中、部屋は誰でも利用できた。
ヴェルサイユ宮殿の宮廷晩餐会は、大広間で行われた。